# Olimpiodor de Tebes
Olimpiodor (grec antic: Ὀλυμπιόδωρος, llatí: Olympiodorus) va ser un escriptor i historiador grec nadiu de Tebes d'Egipte que va viure al segle v.
Va escriure una obra en 22 llibres, intitulada Ιστορικοὶ λόγοι, que abraçava la història de l'Imperi Romà d'Occident de l'any 407 fins a l'octubre del 425, de manera que continuava al punt on la va deixar Eunapi. L'obra s'ha perdut, però Foci en va conservar un resum, i descriu la seva obra com a molt clara, però sense força ni vigor, i d'una vulgaritat tal que no mereixia anomenar-se història. També diu que segurament Olimpiodor era conscient d'aquests defectes, i per això va anomenar el seu text ὕλη συγγραφῆς ('col·lecció de materials per a la història'). Segons Foci, era un alquimista i pagà.
Sembla que va ser més conegut com a home d'estat i va dirigir diverses ambaixades i missions als països bàrbars amb molt d'èxit i per les que el senat li va atorgar els màxims honors. Entre les missions destaca una ambaixada als huns, probablement a Pannònia. A la mort de l'emperador Honori, Olimpiodor es va establir a Constantinoble a la cort de l'emperador Teodosi.